# Grottencomplex van Gorham

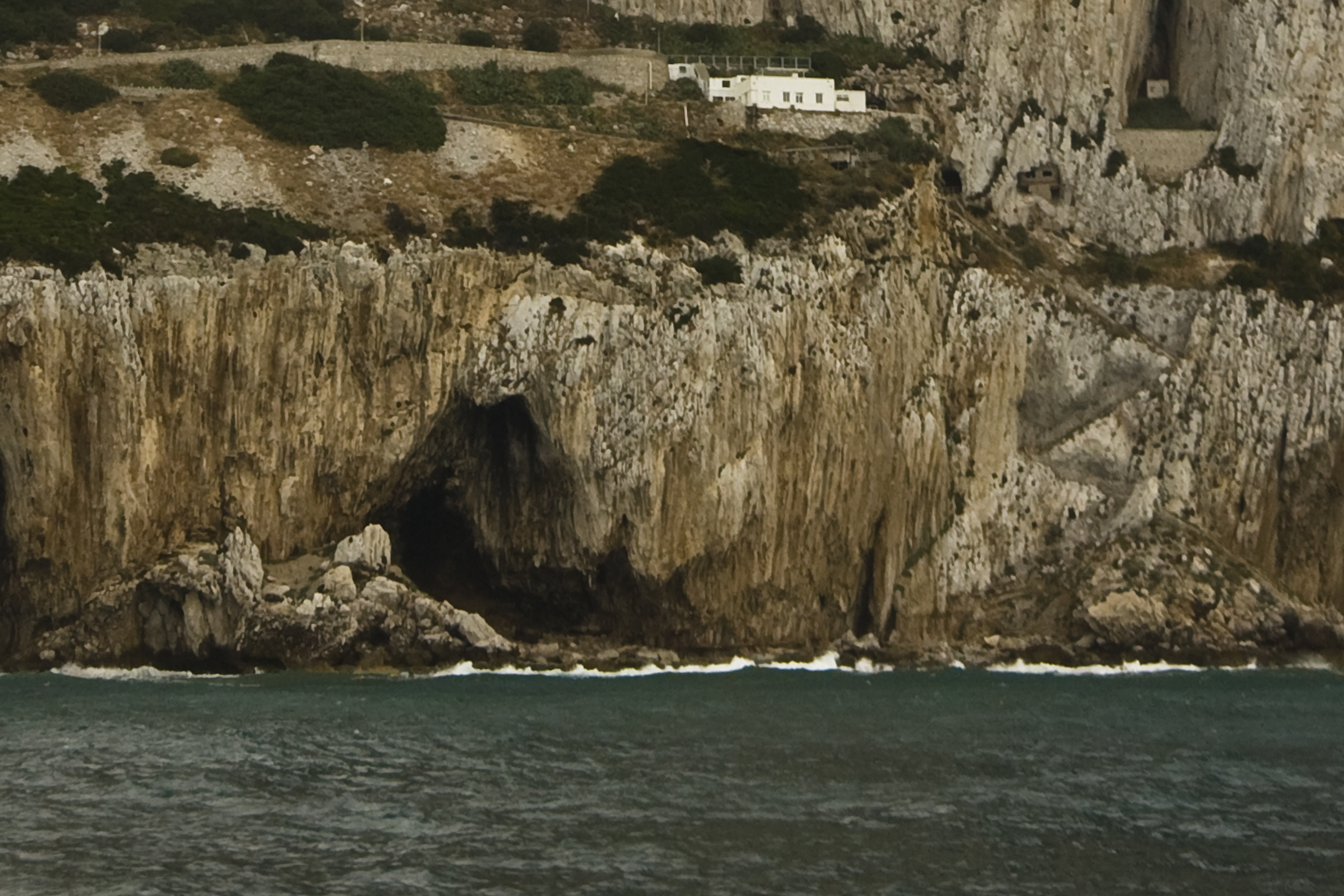
Zicht op Gorham's Cave vanuit de Alboránzee aan de oostelijke zijde van de rots van Gibraltar

Het grottencomplex van Gorham is een geheel van grotten in het Brits overzeese gebied Gibraltar. De grotten hebben een hoge historische waarde als vindplaats van de laatst gekende Neanderthalernederzettingen die slechts 28.000 jaar oud zijn. De vier grotten van Gorham worden genoemd naar de Gorham's Cave, een van de vier betrokken grotten. De andere drie grotten zijn de Vanguard Cave, de Hyaena Cave en de Bennett's Cave. Het zijn slechts enkele van de meer dan 100 grotten die zijn gevormd in de rots van Gibraltar.
In juli 2016 werd de grottenstelsels erkend als cultureel werelderfgoed door de 40e sessie van de Commissie voor het Werelderfgoed en in Istanboel ingeschreven op de UNESCO werelderfgoedlijst.

## Afbeeldingen

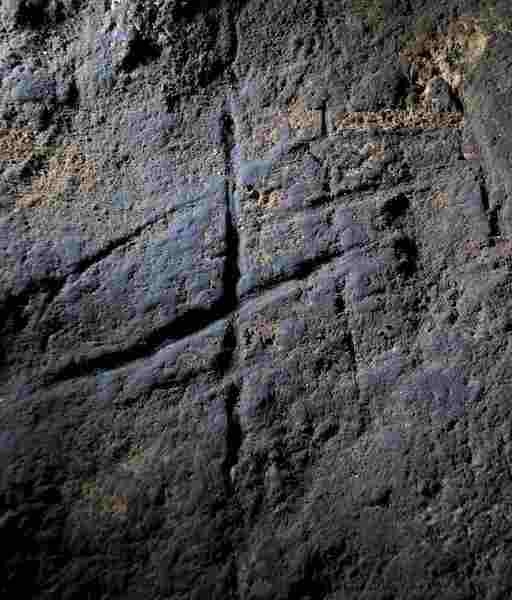
Inkervingen van Neanderthalers in het grottencomplex van Gorham
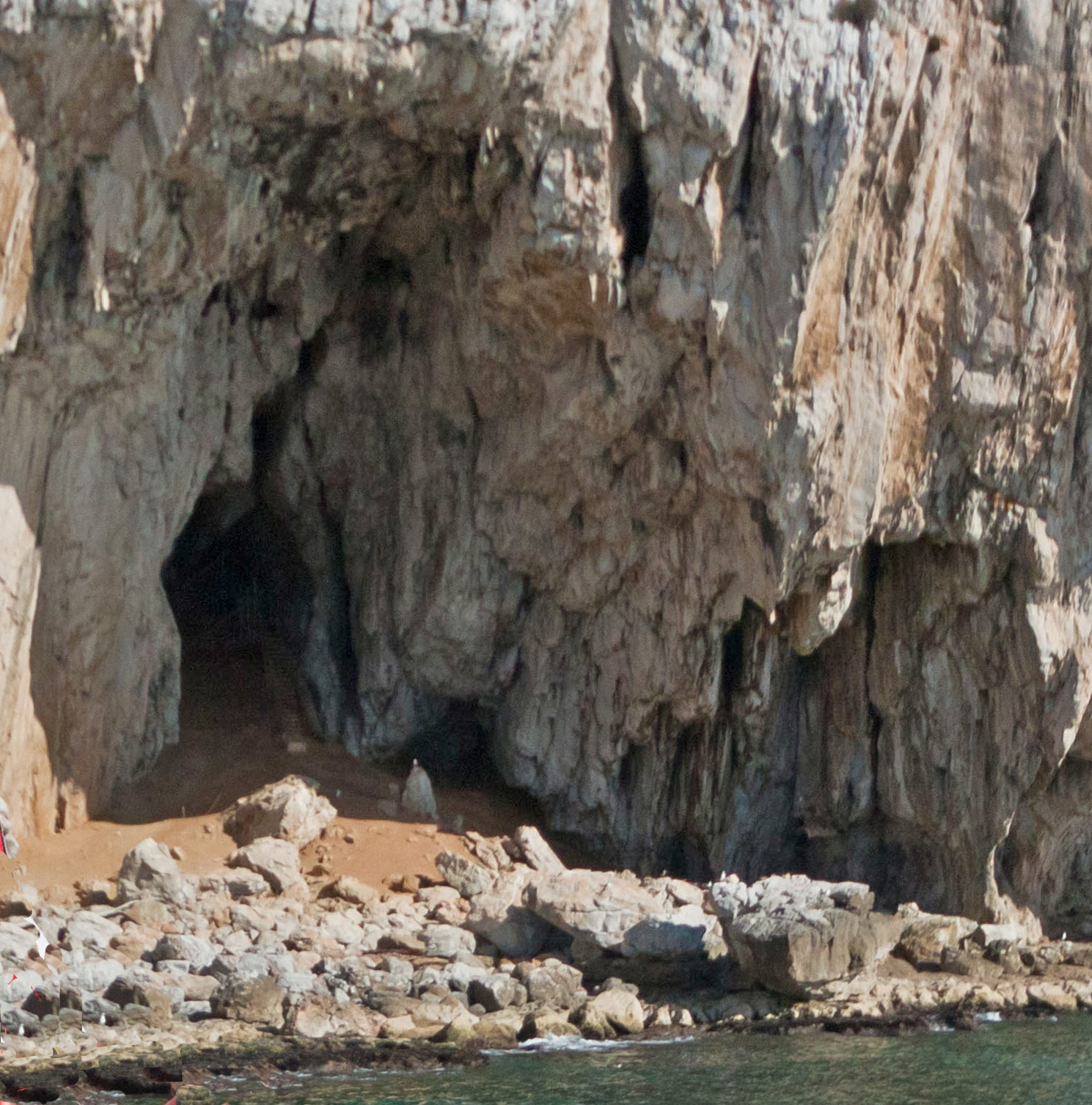
Vanguard Cave